# Amblin Entertainment
Amblin Entertainment est une société de production de cinéma et de télévision américaine qui a été créée par Steven Spielberg, Kathleen Kennedy et Frank Marshall en 1980. Le nom de ce studio est inspiré d'un des premiers films de Steven Spielberg, Amblin', datant de 1968. Le siège de la compagnie est une immense hacienda mexicaine qui est située à Universal City. Son logo contient la silhouette d'E.T. dans le panier du vélo d'Elliot qui vole devant la Lune, reprise d'une image du film E.T. l'extra-terrestre.
Amblin a produit la plupart des films de Steven Spielberg ainsi que, entre autres, les deux Gremlins, l'Aventure intérieure de Joe Dante, la trilogie Retour vers le futur et Qui veut la peau de Roger Rabbit de Robert Zemeckis, Fievel et le Nouveau Monde et Le Petit Dinosaure et la Vallée des merveilles de Don Bluth ainsi que les trois Men in Black de Barry Sonnenfeld. Amblin a également produit les séries SeaQuest, police des mers, Earth 2 et Urgences.
Anne Spielberg, sœur de Steven Spielberg, a longtemps travaillé pour Amblin Entertainment, avant d'écrire le scénario de Big.
En 2015, la filiale Amblin Partners est créée par Steven Spielberg, Jeff Skoll (Participant Media), Anil Ambani (Reliance Anil Dhirubhai Ambani Group) et Darren Throop (Entertainment One). Le but premier de cette nouvelle compagnie est de produire et distribuer des films et programmes télévisés pour DreamWorks Pictures, Amblin Entertainment et Participant Media